# Лажа и Паралажа (филм из 1974)
„Лажа и Паралажа“ је југословенски ТВ филм из 1974. године. Режирао га је Сава Мрмак, према истоименој комедији Јована Стерије Поповића.

## Улоге
| Глумац             | Улога |
| ------------------ | ----- |
| Слободан Ђурић     |       |
| Рахела Ферари      |       |
| Зоран Милосављевић |       |
| Никола Симић       |       |
| Зорица Шумадинац   |       |
| Мирјана Вукојичић  |       |